# جاستن بنسون
جاستن بنسون (بالإنجليزية: Justin Benson)‏ هو منتج أفلام ومخرج أمريكي، ولد في 9 يونيو 1983 في سان دييغو في الولايات المتحدة.

## وصلات خارجية
- جاستن بنسون على موقع IMDb (الإنجليزية)
- جاستن بنسون على موقع ألو سيني (الفرنسية)
- جاستن بنسون على موقع أول موفي (الإنجليزية)
- جاستن بنسون على موقع قاعدة بيانات الأفلام السويدية (السويدية)
- جاستن بنسون على موقع قاعدة بيانات الفيلم (الإنجليزية)
- جاستن بنسون على موقع كينوبويسك (الروسية)